# Millettia kangensis
Millettia kangensis är en ärtväxtart som beskrevs av William Grant Craib. Millettia kangensis ingår i släktet Millettia och familjen ärtväxter. Inga underarter finns listade i Catalogue of Life.